# 尼子十勇士

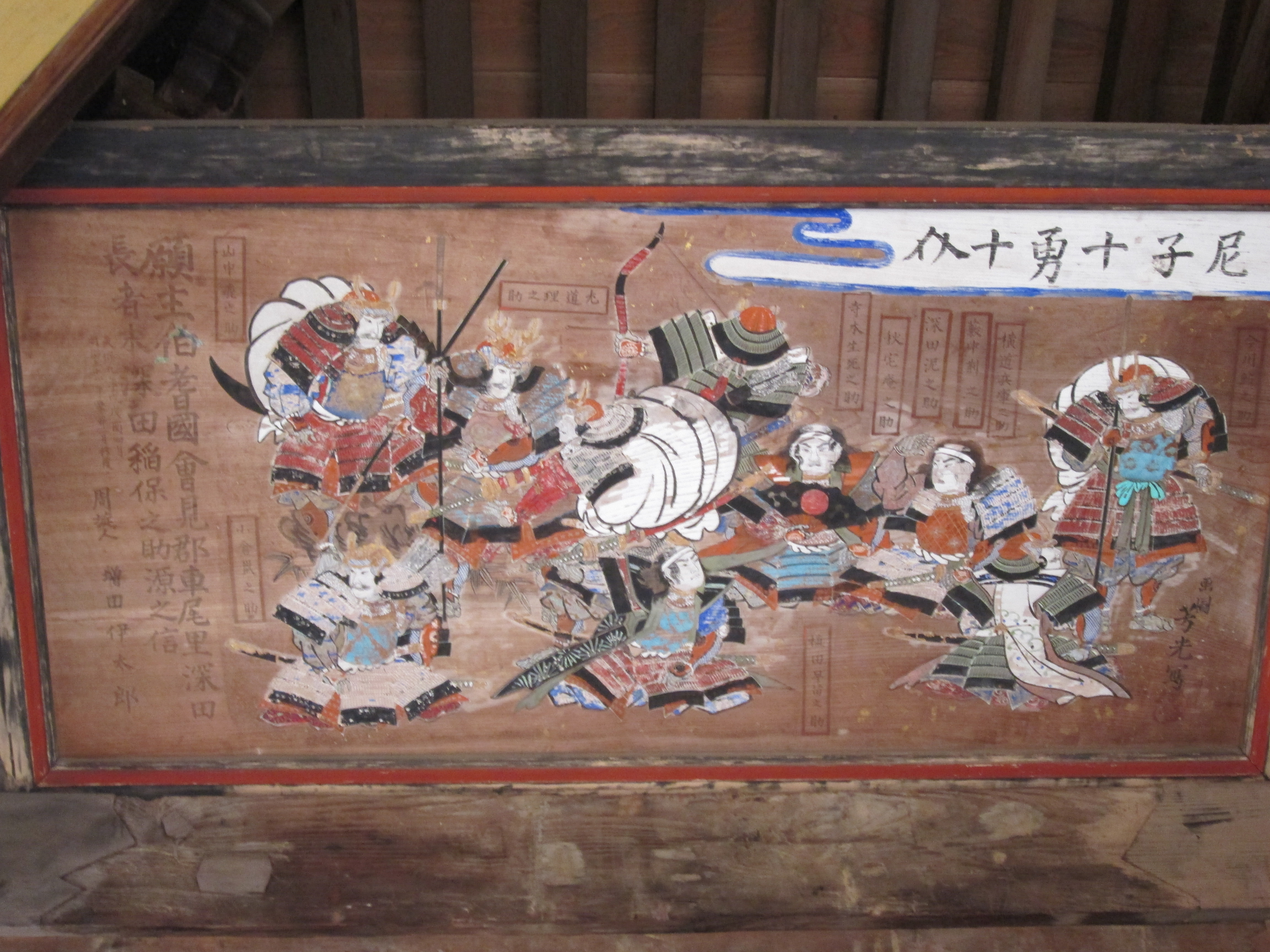
清水寺の根本堂に掲示される奉納絵馬「尼子十勇十介」。天保9年閏4月、伯耆国会見郡車尾に住む深田稲保之助が奉納した。

尼子十勇士（あまごじゅうゆうし）は、戦国大名尼子氏滅亡後に尼子氏の復興に勤めたとされる10人の勇士である。この10人は、尼子晴久が部下4万人余りの中から選び出した勇力の優れた人物という。山中鹿之助（山中幸盛）を筆頭とするが、その構成員は幸盛を除けば不定であり、時代によっても異なる。また、名前の最後に皆「介（助）」が付くことから「尼子十勇十介」ともいう。

## 十勇士の成立

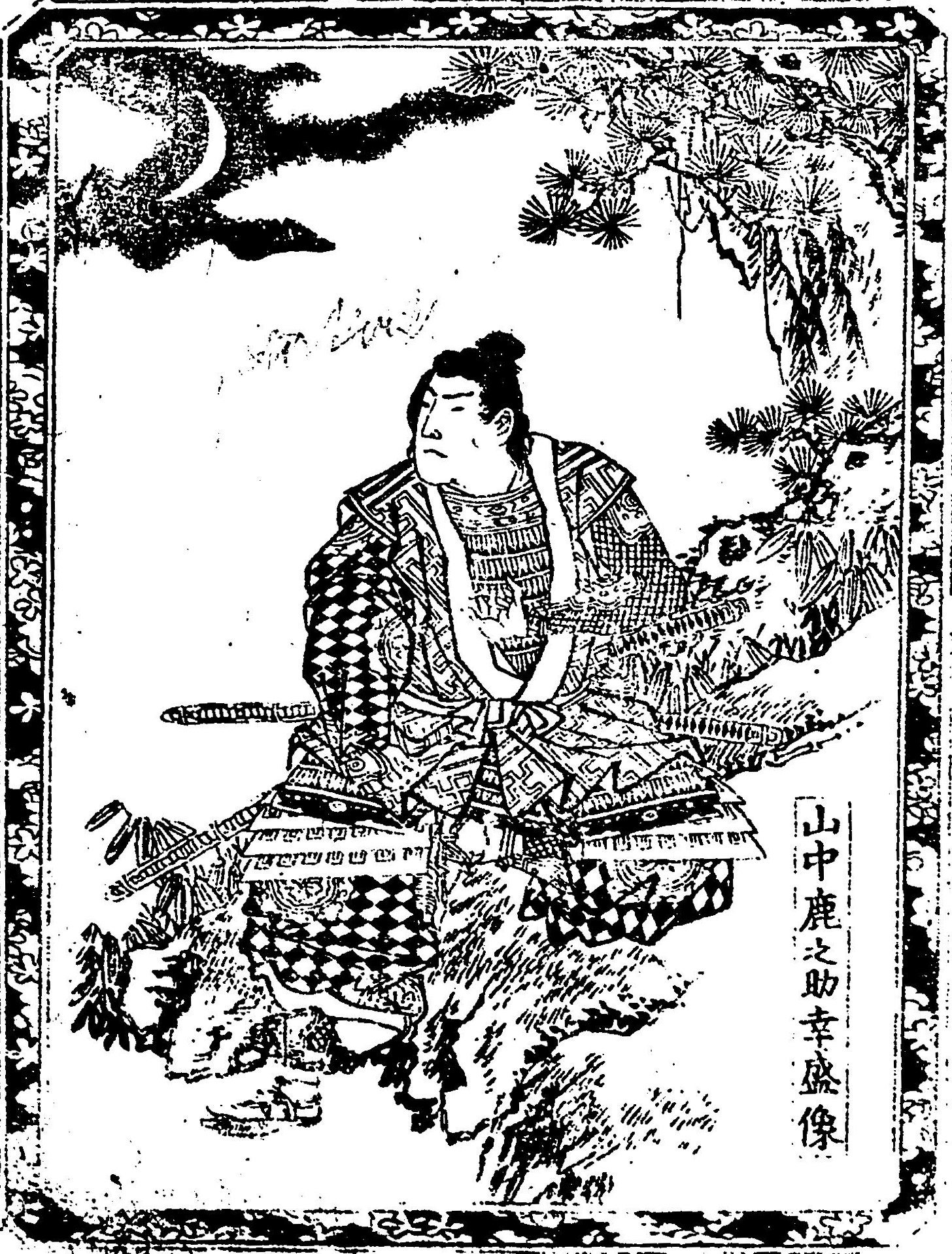
「山中鹿之助幸盛像」（栗杖亭鬼卵著、石田玉山畵『勇婦全傳繪本更科草紙後篇』巻之1、群玉堂。国立国会図書館蔵）

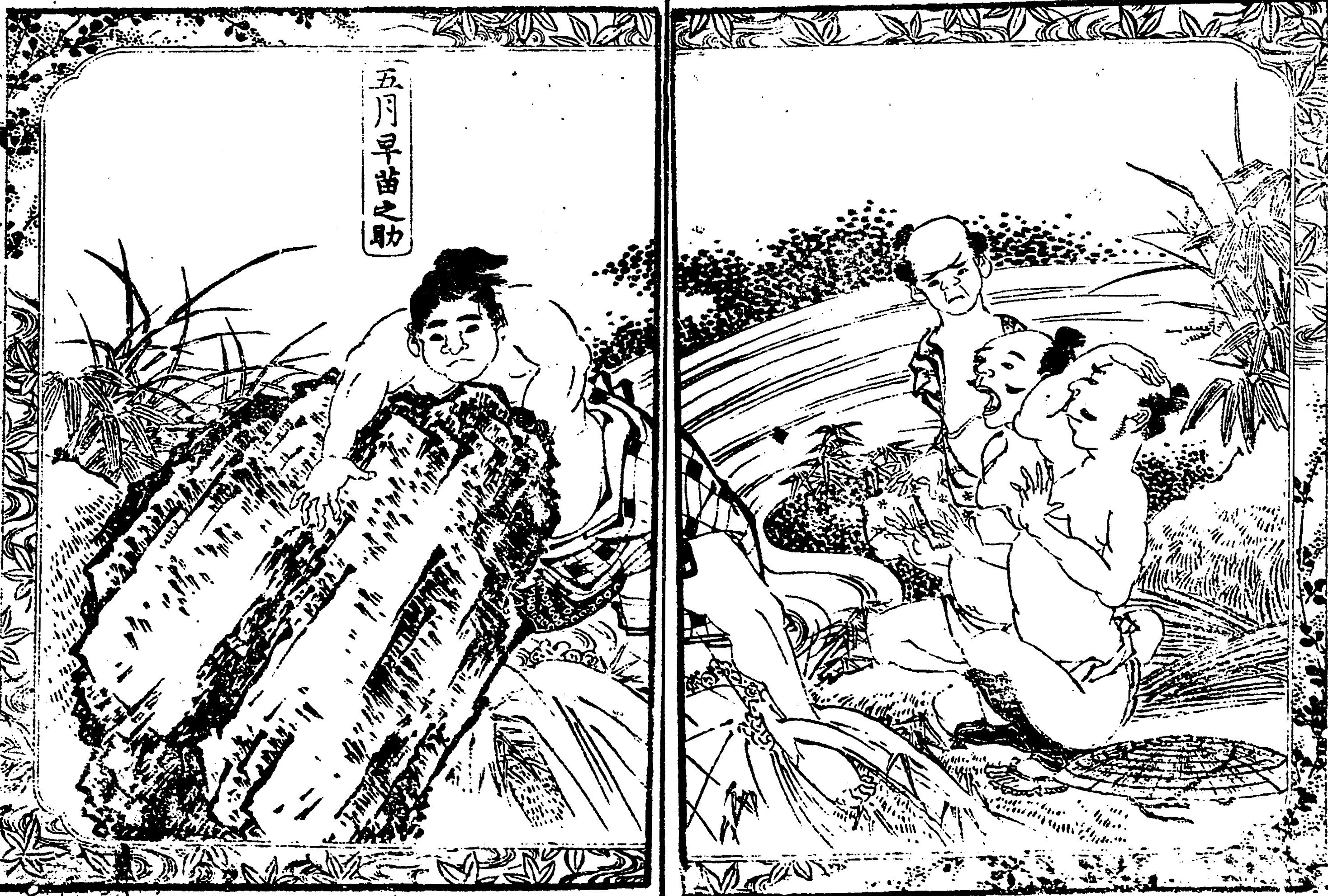
「五月早苗之助」（栗杖亭鬼卵著、一峰齋馬圓画『勇婦全傳繪本更科草紙三編』巻之1。国立国会図書館蔵）

尼子十勇士は、明治時代に立川文庫から発刊された『武士道精華　山中鹿之助』によって有名になったが、立川文庫の創作ではない。それ以前から、その存在は知られていた。
しかしながら、幸盛が活躍していた当時の史料には「尼子十勇士」の名称は見られない。
十勇士の存在がいつ頃から信じられえていたか定かでないが、史料に初めて出てくるのは、延宝5年（1677年）に発行された『後太平記』である。ただし、十勇士と明記されている人物は、五月早苗介（助）、寺元生死助、横道兵庫介、山中鹿之助幸盛の4人だけであり、その他の人物が十勇士であったかどうかは判断できない。
十勇士すべての名が史料に出てくるのは、享保2年（1717年）に刊行された『和漢音釈 書言字考節用集』である。この書は、日常語の用字、語釈、語源などを示した、いわゆる国語辞典のようなものである。そのため、この時代に「尼子十勇士」という名称が一般的に通用するものであったことが分かる。正徳3年（1713年）10月、松山藩士であった前田市之進時棟と佐々木軍六が、幸盛の死を哀れみ建立した墓碑にも「尼子十勇」の文字が刻まれている。明和4年（1767年）に湯浅常山が発行した戦国武将の逸話集、『常山紀談 』にも10名の勇士の名が連ねてある。
しかし、これら史料は、幸盛以外の人物の記載は乏しく、十勇士の面々がどういった性格で、どんな活躍をしたか等を知ることができなかった。十勇士の人物像について始めて具体的に記述された史料は、文化8年（1811年） - 文政4年（1821年）にかけて刊行された『絵本更科草紙』である。
この書は、幸盛の母である更科姫と、尼子十勇士による活躍を描いた物語である。書と共にこの話は全国的に広まったようであり、この後には、十勇士を題材にした浮世絵の描画や歌舞伎の上演、また十勇士が描かれた絵馬が神社に奉納されるなど、世間一般にこの話が浸透していったことが分かる。
明治時代に入ると、先の『絵本更科草紙』と同じ内容で、表題を『尼子十勇士伝』とした書が刊行される。明治44年（1911年）12月、『絵本更科草紙』の内容を簡略化し、大衆向けに噛み砕いた文で表した書、『武士道精華　山中鹿之助』が立川文庫より発行されると、尼子十勇士の名は一躍有名になる。昭和26年（1951年）には『大百科事典』にも掲載された。現在は、『広辞苑』にもその項目がある。

## 構成員
尼子十勇士の構成員は、山中幸盛を除けば不定であり、時代によっても異なる。
| 年                   | 史料             | 1                | 2                  | 3                | 4                  | 5             | 6                   | 7             | 8             | 9             | 10                | 11          | 12          |
| -------------------- | ---------------- | ---------------- | ------------------ | ---------------- | ------------------ | ------------- | ------------------- | ------------- | ------------- | ------------- | ----------------- | ----------- | ----------- |
| 延宝5年（1677年）    | 後太平記         | 山中 鹿之助 幸盛 | 五月 早苗介（助）  | 秋宅 庵助        | 尤 道理助          | 寺本 生死助   | 薮中 荊助           | 植田 稲葉助   | 今川 鮎助     | 横道 兵庫介   | 柴橋 大力介       | 大谷 古猪介 | 穴内 狐狸介 |
| 享保2年（1717年）    | 書言字考         | 山中 鹿助        | 秋宅 庵助          | 寺本 生死助      | 尤 道理助          | 今川 鮎助     | 薮中 荊助           | 横道 兵庫助   | 小倉 鼠助     | 深田 泥助     | 植田 草苗助       |             |             |
| 明和4年（1767年）    | 常山紀談         | 山中 鹿之介      | 藪原 茨之介        | 五月 早苗之介    | 上田 稲葉之介      | 尤 道理之介   | 早川 鮎之介         | 川岸 柳之介   | 井筒 女之介   | 阿波 鳴戸之介 | 破骨 障子之介     |             |             |
| 文化8年（1811年）    | 絵本更科草紙     | 山中 鹿之助      | 大谷 古猪之助      | 早川 鮎之助      | 横道 兵庫之助      | 寺本 生死之助 | 五月 早苗之助       | 高橋 渡之助   | 秋宅 庵之助   | 薮中 茨之助   | 荒波 碇之助       |             |             |
| 天保9年（1838年）    | 清水寺の絵馬     | 山中 鹿之助      | 秋上 伊織之助      | 横道 兵庫之助    | 寺本 生死之助      | 植田 早苗之助 | 今川 鮎之助         | 小倉 鼠之助   | 尤 道理之助   | 薮中 荊之助   | 深田 泥之助       |             |             |
| 江戸時代（19世紀）   | 歌川芳虎の浮世絵 | 山中 鹿之助      | 大谷 古猪之助      | 早川 鮎之助      | 横道 兵庫之助      | 五月 早稲之介 | 高橋 渡之助         | 秋宅 庵之助   | 寺本 生死之助 | 薮中 茨之助   | 荒波 錠之助       |             |             |
| 江戸時代（19世紀）   | 豊原国周の浮世絵 | 山中 鹿之助      | 大谷 古猪之助      | 早川 鮎之助      | 横道 兵庫之助      | 皐月 早苗之介 | 高橋 亘之助         | 秋宅 庵之助   | 寺本 生死之助 | 薮中 茨之助   | 荒波 碇之助       |             |             |
| 文久3年（1863年）    | 城安寺の絵画     | 山中 鹿之助 幸盛 | 秋上 伊織之助      | 横道 兵庫之助    | 寺本 生死之助      | 植田 早苗之助 | 今川 鮎之助         | 小倉 鼠之助   | 尤 道理之助   | 薮中 荊之助   | 深田 泥之助       |             |             |
| 明治16年（1883年）   | 尼子十勇士伝     | 山中 鹿之助      | 大谷 古猪之助      | 早川 鮎之助      | 横道 兵庫之助      | 寺本 生死之助 | 五（皐）月 早苗之助 | 高橋 渡之助   | 秋宅 庵之助   | 薮中 茨之助   | 荒波 碇（錠）之助 |             |             |
| 明治44年（1911年）   | 立川文庫         | 山中 鹿之助 幸盛 | 大谷 古猪之助 幸虎 | 早川 鮎之助 幸高 | 横道 兵庫之助 幸晴 | 寺本 生死之助 | 皐月 早苗之助       | 高橋 渡之助   | 秋宅 庵之助   | 薮中 茨之助   | 荒波 碇之助       |             |             |
| 昭和8年（1933年）    | 読史備要         | 山中 鹿介        | 秋宅 庵介          | 横道 兵庫介      | 早川 鮎介          | 尤 道理介     | 寺本 生死介         | 植田 早苗介   | 深田 泥介     | 薮中 荊介     | 小倉 鼠介         |             |             |
| 昭和60年（1985年）？ | 広瀬少年剣士会   | 山中 鹿介        | 秋上 庵介          | 横道 兵庫介      | 寺本 生死介        | 植田 早苗介   | 小倉 鼠介           | 早川 鮎介     | 薮中 荊介     | 深田 泥介     | 大谷 古猪介       |             |             |
| 平成10年（1998年）   | 広辞苑           | 山中 鹿介        | 秋宅 庵之介        | 横道 兵庫之介    | 早川 鮎之介        | 尤 道理之介   | 寺本 生死之介       | 植田 早稲之介 | 深田 泥之介   | 薮中 荊之介   | 小倉 鼠之介       |             |             |

『武功夜話』には、山中鹿之介に従う一騎当千の武者、伯・雲・但の牢人衆が記載されている。
| 1           | 2             | 3             | 4           | 5           | 6             | 7           | 8           | 9             | 10          | 11          | 12            | 13          |
| ----------- | ------------- | ------------- | ----------- | ----------- | ------------- | ----------- | ----------- | ------------- | ----------- | ----------- | ------------- | ----------- |
| 容赦 無手介 | 草葉 百手之介 | 破骨 障子之介 | 阿波 鳴戸介 | 井筒 女之介 | 五月 早苗之介 | 尤 道理之介 | 藪原 茨之介 | 上田 稲葉之介 | 早川 柳之介 | 淵川 鯰之介 | 因幡 伯兎之介 | 六方 破之介 |

## 人物の信憑性
構成員の名前はすべて駄洒落じみたものとなっており、その実在性が疑問視されていた。しかし、自ら著した書状等が現存しており、実在することが確実な人物もいる。また、十勇士が活躍していた当時の資料にその名が確認でき、存在の可能性を否定できない人物もいる。

### 実在する人物
次の3名は、自ら著した書状等が現存しており、実在することが確実な人物である。
山中幸盛（山中鹿之助、山中鹿助、山中鹿之介、山中鹿介）
秋上宗信（秋宅庵助、秋上伊織之助、秋宅庵之助、秋宅庵介、秋上庵介、秋宅庵之介）
横道秀綱（横道兵庫介、横道兵庫助、横道兵庫之助、横道兵庫之介）

### 実在の可能性がある人物
現存する当時の書状等では存在が確認できないが、軍記史料や江戸時代初期の書状等にその名が記載され、実在の可能性がある人物もいる。
五月早苗介（五月早苗之助、植田稲葉助、植田早苗助、上田稲葉之介、植田早苗之助、五月早稲之介、皐月早苗之介、皐月早苗之助、植田早苗介、植田早稲之介、植田早稲之介）
- 元亀元年6月8日、吉川元春から掘立壱岐守宛への書状に、「上田早苗助」が同年6月3日に佐陀勝間城を攻撃して討ち死にしたと記載される[22]。
- 尼子氏の家臣の知行高を記した文書、『尼子家分限牒（あまごけぶんげんちょう）』に「五月早苗之介」の名前がある[23]。備中国の内、8,013石を所領した。
- 『雲陽軍実記』に「五月早苗介」の名が記載されている[24]。

藪中荊助（薮原茨之介、藪中茨之助、藪中荊之助、藪中荊介、藪中荊之介）
- 『雲陽軍実記』に「藪中荊之助」の名が記載されている[24]。

寺本生死助（寺本生死之助、寺本生死介、寺本生死之介）
- 『太閤記』にその名が記載される[25]。元の名を寺本半四郎といって、山中甚次郎（山中幸盛）、秋宅甚介（秋上宗信）と共に、名前を山中鹿介、秋宅庵之助、寺本障子之助と変えた。

井筒女之介
- 『陰徳太平記』に吉川元春配下の境又平春久の注釈に「後に井筒女助と号す」と記載がある。